# David Eisenberg

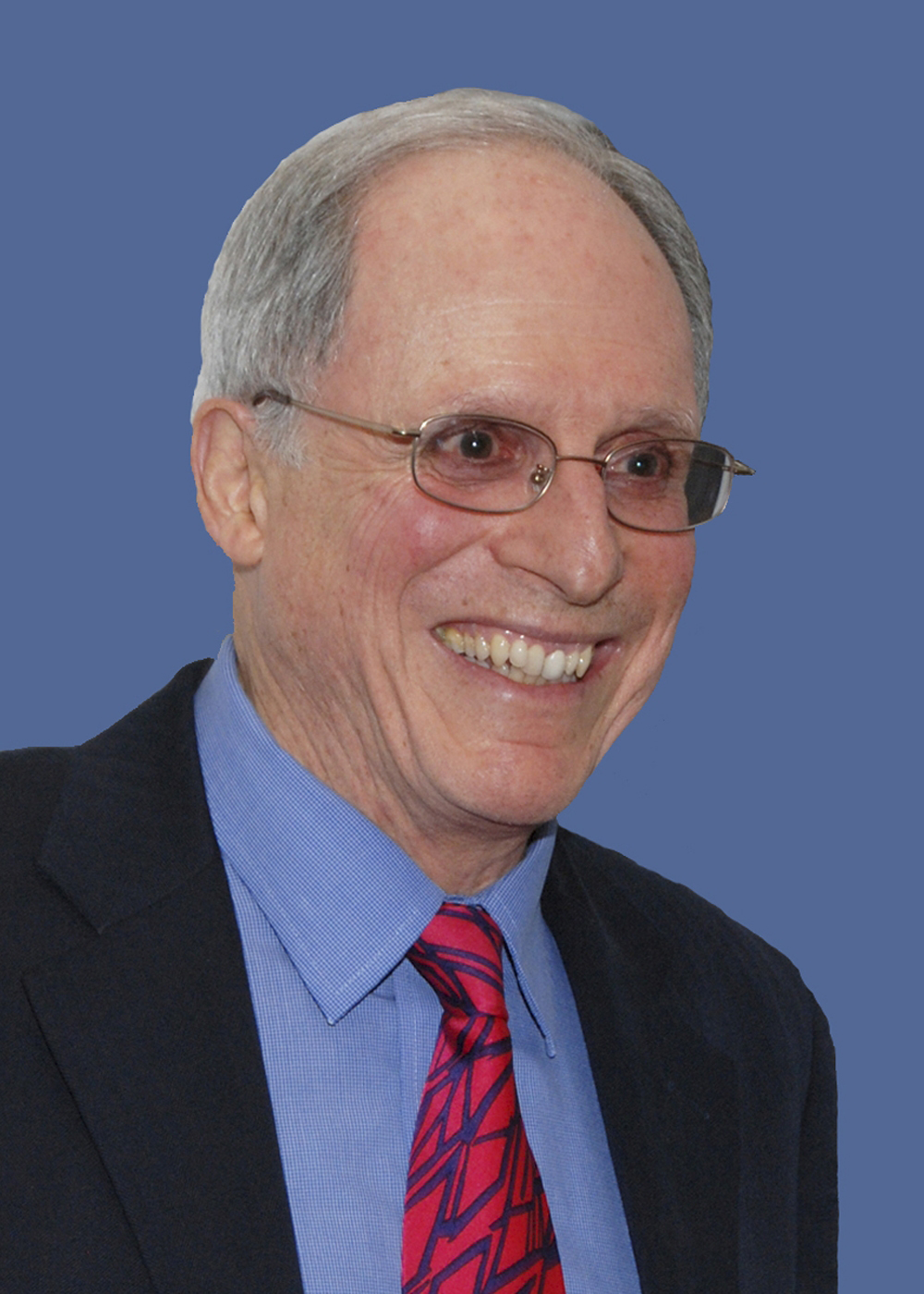
David Eisenberg

David Samuel Eisenberg (* 15. März 1939 in Chicago) ist ein US-amerikanischer Biochemiker.
Eisenberg studierte an der Harvard University (Bachelor 1961), wo er bei John T. Edsall studierte und ursprünglich Mediziner werden wollte, und wurde 1964 bei Coulson an der Universität Oxford promoviert  (in theoretischer Chemie). Als Post-Doktorand war er 1964 bis 1966 an der Princeton University bei Walter Kauzmann und 1966 bis 1969 bei Richard E. Dickerson am Caltech. Seit 1969 ist er Professor für Biochemie an der University of California, Los Angeles (UCLA), zurzeit Paul D. Boyer Professor of Biochemistry and Molecular Biology.  Ab 1993 war er dort Direktor des UCLA-DOE Institute for Genomics and Proteomics. Außerdem ist er Mitglied des California NanoSystems Institute (CNSI) und seit 2000 im Howard Hughes Medical Institute.
Eisenberg studierte pathogene Protein-Wechselwirkungen in neurodegenerativen Erkrankungen, zum Beispiel die Amyloid-Fibrillen bei der Alzheimer-Krankheit und Prionen etwa bei der Creutzfeldt-Jakob-Krankheit. Kennzeichnend sind für diese Erkrankungen falsch gefaltete Proteine, die die Fibrillen bilden und die im Falle der Prionen auch infektiös sein können. Sie konnten zum Beispiel die falsch gefalteten Anteile im Prion Sup35 des Weizens lokalisieren, kristallisieren und mit neuen Methoden der Röntgenkristallographie deren dreidimensionale Struktur aufklären, die eine enge Verzahnung wie in einem Reißverschluss erkennen ließ und die Stabilität der Komplexe erklärte.
Ausgehend von den im Labor gewonnenen Protein-Wechselwirkungsdaten, die in der Database of Interacting Proteins (DIP) gesammelt werden, untersucht sein Labor auch Netzwerke wechselwirkender Proteine.
Außerdem untersucht sein Labor zurzeit (2010) die Struktur des Tuberkelbazillus.
1992 gelang ihm an seinem Labor in Zusammenarbeit mit dem Labor von R. John Collier die Aufklärung der dreidimensionalen Struktur des Diphtherietoxins.
1969 bis 1971 war er Sloan Research Fellow und 1985 Guggenheim Fellow. 2008 erhielt er den Harvey-Preis. 1989 wurde er Mitglied der National Academy of Sciences, und er ist seit 1991 Mitglied der American Academy of Arts and Sciences. 2001 wurde er zum Fellow der American Association for the Advancement of Science gewählt, 2003 wurde er Mitglied der American Philosophical Society. 2004 erhielt er die Seaborg Medal der UCLA, 2020 den Passano Award.
Er ist seit 1963 verheiratet und hat zwei Kinder.